# Wereldkampioenschappen BMX 2021
De wereldkampioenschappen BMX 2021 werden van 20 tot en met 22 augustus georganiseerd in Sportcentrum Papendal bij Arnhem, Nederland.

## Medailleoverzicht

### Mannen
| Onderdeel    | Goud | Goud           | Zilver | Zilver           | Brons | Brons      |
| ------------ | ---- | -------------- | ------ | ---------------- | ----- | ---------- |
| BMX elite    | NED  | Niek Kimmann   | FRA    | Sylvain André    | SUI   | David Graf |
| BMX junioren | ITA  | Marco Radaelli | FRA    | Louison Rousseau | USA   | Drew Polk  |

### Vrouwen
| Onderdeel    | Goud | Goud              | Zilver | Zilver         | Brons | Brons            |
| ------------ | ---- | ----------------- | ------ | -------------- | ----- | ---------------- |
| BMX elite    | GBR  | Beth Shriever     | NED    | Judy Baauw     | NED   | Laura Smulders   |
| BMX junioren | FRA  | Mariane Beltrando | CAN    | Teigen Pascual | NED   | Michelle Wissing |

### Medaillespiegel
| Plaats | Land                | Goud | Zilver | Brons | Totaal |
| 1      | Frankrijk           | 1    | 2      | 0     | 3      |
| 2      | Nederland           | 1    | 1      | 2     | 4      |
| 3      | Italië              | 1    | 0      | 0     | 1      |
| 3      | Verenigd Koninkrijk | 1    | 0      | 0     | 1      |
| 5      | Canada              | 0    | 1      | 0     | 1      |
| 6      | Verenigde Staten    | 0    | 0      | 1     | 1      |
| 6      | Zwitserland         | 0    | 0      | 1     | 1      |
| Totaal | Totaal              | 4    | 4      | 4     | 12     |

## Finales

### Mannen
| Rang   | Naam             | Land             | Bijz. |
| ------ | ---------------- | ---------------- | ----- |
| Goud   | Niek Kimmann     | Nederland        |       |
| Zilver | Sylvain André    | Frankrijk        |       |
| Brons  | David Graf       | Zwitserland      |       |
| 4      | Simon Marquart   | Zwitserland      |       |
| 5      | Arthur Pilard    | Frankrijk        |       |
| 6      | Mitchel Schotman | Nederland        |       |
| 7      | Izaac Kennedy    | Australië        |       |
| 8      | Cameron Wood     | Verenigde Staten |       |

### Vrouwen
| Rang   | Naam             | Land                | Bijz. |
| ------ | ---------------- | ------------------- | ----- |
| Goud   | Beth Shriever    | Verenigd Koninkrijk |       |
| Zilver | Judy Baauw       | Nederland           |       |
| Brons  | Laura Smulders   | Nederland           |       |
| 4      | Mariana Pajón    | Colombia            |       |
| 5      | Lauren Reynolds  | Australië           |       |
| 6      | Alise Willoughby | Verenigde Staten    |       |
| 7      | Felicia Stancil  | Verenigde Staten    | DNF   |
| 7      | Zoe Claessens    | Zwitserland         | DNF   |